# Dozinghem Military Cemetery
Dozinghem Military Cemetery is een Britse militaire begraafplaats met gesneuvelden uit de Eerste- en Tweede Wereldoorlog. Ze ligt in het Belgische dorp Westvleteren vier kilometer ten zuiden van het dorpscentrum en een paar honderd meter van de weg tussen Krombeke en Poperinge. De begraafplaats werd ontworpen door Reginald Blomfield en heeft een rechthoekig grondplan met een oppervlakte van zo'n 12.300 m² dat wordt omsloten door een haag. Centraal in het westelijk deel staat het Cross of Sacrifice en aan de oostkant de Stone of Remembrance. De begraafplaats wordt onderhouden door de Commonwealth War Graves Commission.
Er worden 3.312 doden herdacht, waarvan 7 niet meer geïdentificeerd konden worden.

## Geschiedenis
Westvleteren lag gedurende de hele oorlog in geallieerd gebied, buiten de frontzone. Met het oog op het geallieerd offensief en de Derde Slag om Ieper werden in juli 1917 in de omgeving een aantal veldhospitalen (Casualty Clearing Stations of c.c.s.) ingericht. Ten noorden van Poperinge waren er veldhospitalen op plaatsen die men Dozinghem, Mendinghem en Bandaghem noemde. De naam Dozinghem is afgeleid van het Engelse werkwoord 'to dose': het in kleine hoeveelheden toedienen van medicijn of verdovingsmiddel. Bij Dozinghem richtte men het 4th, 47th en 61st Casualty Clearing Station in. Ze bleven de begraafplaats gebruiken tot het voorjaar van 1918 en het Duitse lenteoffensief.
Er liggen nu 3.058 Britten (waaronder 1 die niet geïdentificeerd kon worden), 6 Australiërs, 81 Canadezen, 14 Nieuw-Zeelanders, 15 Zuid-Afrikanen en 65 Duitsers. Er liggen ook drie Chinese arbeiders van het Chinese Labour Corps begraven.
Later werden hier ook 73 doden (waaronder 6 die niet meer geïdentificeerd konden worden) uit de Tweede Wereldoorlog bijgezet. Zij sneuvelden bij de geallieerde terugtrekking naar Duinkerke in 1940.
In 2009 werd de begraafplaats als monument beschermd.

## Graven
- O/Lt Edward Revere Osler, was de zoon van de bekende chirurg Sir William Osler en ook achter-achter-kleinzoon van Paul Revere. Hij werd verzorgd door Harvey Cushing, maar overleed op 21-jarige leeftijd eind augustus 1917.
- Private Stephen Henshaw werd gewond tijdens de slag van Langemark in augustus 1917. Hij lag zes dagen op het slagveld, eer hij kon overgebracht worden naar het veldhospitaal, waar hij een dag later op 30-jarige leeftijd overleed. In het slagveld nabij Sint-Juliaan werd een gedenksteen voor hem opgericht.[2]

### Onderscheiden militairen
Er liggen een groot aantal onderscheiden militairen.
- Brian Surtees Phillpotts, luitenant-kolonel bij de Royal Engineers, Harry Denison, majoor bij de Royal Horse Artillery en R. Wright, kapitein bij de King's Own Yorkshire Light Infantry werden onderscheiden met de Distinguished Service Order (DSO). Walter Sterndale-Bennett, commandant bij de Royal Naval Volunteer Reserve en Norman Rendall Davidson, luitenant-kolonel bij de Royal Horse Artillery ontvingen deze onderscheiding tweemaal (DSO and Bar). De kapelaan Simon Stock Knapp werd eveneens onderscheiden met de Distinguished Service Order en ontving ook nog het Military Cross (DSO, MC).
- majoor John Edwin Bayliss, de kapiteins William Morrison, H.M. O'Connor, Harry Stanyer Powell, Noel Humphrey Wykeham Saw, Richard Guy Titley, Walter Baker, Roy Bowes, Robert Charlton, Robert Raimes Jackson en Theodore Arthur Tapp werden onderscheiden met het Military Cross (MC), laatstgenoemde ontving deze onderscheiding tweemaal (MC and Bar).
- de luitenants Bernard John Pullin, Douglas Georges Smith, Robert William Taylor, en John Haydon Cardew, de onderluitenants Thomas Handley Porritt, Robert Brewis Stephenson, Leonard Cecil Bourne en Rupert Gough ontvingen ook het Military Cross (MC).
- compagnie sergeant-majoor Frederick Bowles en korporaal J.F. Duley ontvingen de Distinguished Conduct Medal en de Military Medal (DCM, MM).
- er zijn nog 64 militairen die de Military Medal ontvingen (MM). De sergeants Fred Emerson en R. Gowans hebben deze onderscheiding tweemaal ontvangen (MM and Bar). Sergeant John Coutts ontving ook nog de Meritorious Service Medal (MSM).

### Minderjarige militairen
- soldaat Alfred Edward Newman van de South African Infantry en soldaat W. Leahy van het Cheshire Regiment waren 17 jaar toen ze sneuvelden.

### Aliassen
- korporaal George Richardson Plimbley diende onder het alias George Ritchardson bij de Royal Marine Light Infantry.
- kanonnier Stanley Lowe-Wheeler diende onder het alias S. Lowe bij de Royal Field Artillery.
- soldaat Isaac Youngsome diende onder het alias I. Young bij het British West Indies Regiment.
- soldaat Anthony B. Atkins diende onder het alias A. Barrett bij de King's Own Scottish Borderers.